# Pierre Andreu
Pour les articles homonymes, voir Andreu.
Pierre Andreu est un journaliste, poète, auteur d’essais et de biographies français, né à Carcassonne le 12 juillet 1909 et mort à Paris 5e le 25 mars 1987,.
Figure originale et inclassable parmi les intellectuels français particulièrement engagés dans l’entre-deux-guerres, Pierre Andreu illustre l’effervescence des idées parfois contradictoires, des esprits libres et hostiles au communisme comme au monde de la bourgeoisie capitaliste et très attachés à un idéal humaniste, à une foi en l’homme que les deux guerres mondiales ont mis à mal.

## Biographie
Après avoir goûté sans passion au socialisme de la Ligue d’action républicaine et socialiste, à laquelle il s’inscrit jeune lycéen, Pierre Andreu se rapproche des amis d’Emmanuel Mounier, fondateur de la revue Esprit en 1932. Lié au groupe personnaliste Ordre nouveau il adhère au Parti populaire français (PPF), d’inspiration fasciste, de Jacques Doriot, et le quitta en décembre 1936, jugeant que ce mouvement n'était pas assez à gauche (cf. sa biographie de Drieu la Rochelle). Son désir d'écrire dans des revues de débats politiques ou d’histoire ne se démentira jamais, comme en témoigne son livre Révoltes de l’esprit. Les revues des années 30 (1991). Il participe notamment à la revue Combat fondée par Thierry Maulnier et Jean de Fabrègues. 
Pendant les années 1930, ses amis sont le poète Max Jacob, auquel il consacrera deux biographies exemplaires, le peintre et graveur Jacques Maret, ou encore Pierre Drieu la Rochelle, qui sera le sujet de deux de ses ouvrages parus en 1952 et 1979. Refusant de choisir entre la poésie, la littérature et le débat politique, Pierre Andreu a parfois déconcerté par ses centres d’intérêt. Souvent considéré comme un homme de droite, ainsi que le suggère son interprétation de Georges Sorel, auquel il avait consacré un livre parmi les plus documentés, Pierre Andreu avait cependant comme confidents de nombreux intellectuels de gauche, parmi lesquels l’historien Pierre Vidal-Naquet et les animateurs de la revue Cahiers Georges Sorel à laquelle il collabora dans les années 1980. En 1976 il a collaboré à la fondation du Lys rouge . Dans les années 1980, il se réclamait volontiers de l'écologie.
Entré à la radiodiffusion française après 1945, Pierre Andreu a cherché à faire entendre la voix de la création culturelle à la radio. Un séjour à Beyrouth, au Liban, de 1966 à 1970 comme directeur du bureau de l’ORTF, lui donne l’occasion de défendre la dernière cause politique de sa vie. Il épouse ardemment le combat des Palestiniens pour la création d’un État aux côtés d’Israël et restera un ami du peuple arabe jusqu’à la fin de ses jours. Directeur de France Culture à la fin de sa carrière, il continue d’écrire et publie en 1977 un livre de mémoires, Le Rouge et le Blanc (1928-1944), où il décrit ses engagements, ses enthousiasmes et ses désillusions.
Il figurait sur la liste noire publiée fin 1944 par le CNE. Il fut membre du comité de patronage de Défense de l'Occident.

## Publications
- Drieu, témoin et visionnaire, préface de Daniel Halévy, Grasset, 1952.
- Notre maître, M. Sorel, préface de Daniel Halévy, Grasset, 1953.
- Grandeurs et erreurs des prêtres-ouvriers, Amiot Dumont, 1955.
- Histoire des prêtres ouvriers, Itinéraires, 1960.
- Max Jacob, Wesmaël-Charlier, 1962.
- Le Rouge et le blanc : 1928-1944, La Table Ronde, 1977.
- Drieu La Rochelle (en collaboration avec Frédéric Grover), Hachette, 1979.
- Vie et mort de Max Jacob, La Table Ronde, 1982 (Prix de l'Académie française comme essai, 1982).
- Révoltes de l'esprit. Les revues des années 30, préface de Thierry Paquot, Éditions Kimé, 1991.  (ISBN 9782908212075)
- Poèmes (édition posthume), La Table Ronde, 1991.

## Hommage
- Compagnon Pierre Andreu, hommage publié dans Royaliste page 5, 15 avril 1987.